# Huebbach (Wigger)
Der Huebbach (früher auch Richenthalerbach) ist ein gut 7,5 Kilometer langer linker Nebenfluss der Wigger in der Schweiz. Er ist ein mittelsteiles, kleines Fliessgewässer des kollinen, karbonatischen Mittellands.

## Geographie

### Verlauf
Der Huebbach entspringt im westlichen Abschnitt des Gemeindegebiets von Altishofen im Luzerner Wahlkreis Willisau. Im Quellgebiet im westlichen Teil des Altishoferwalds liegen mehrere Bäche in steilen Runsen, die im Gebiet der Waldmatte in den Huebbach münden. Dieser fliesst gegen Norden und erreicht nach kurzer Strecke das Gebiet der Luzerner Gemeinde Reiden; das vier Kilometer lange Tal, durch welches der Bach fliesst, gehörte früher zu den Gemeinden Richenthal und Langnau bei Reiden, die sich 2006 mit Reiden zusammenschlossen. Das Gewässer wurde lange auch Richenthalerbach genannt.
Der Bach durchquert die Ortschaften Hueb, Richenthal und Langnau und nimmt dabei aus den Seitentälern mehrere Nebenbäche auf, so das Fronhoferbächli, das Reckenbergbächli (heute Ränzligebach), das Elbachbächli und den Guggerbach.

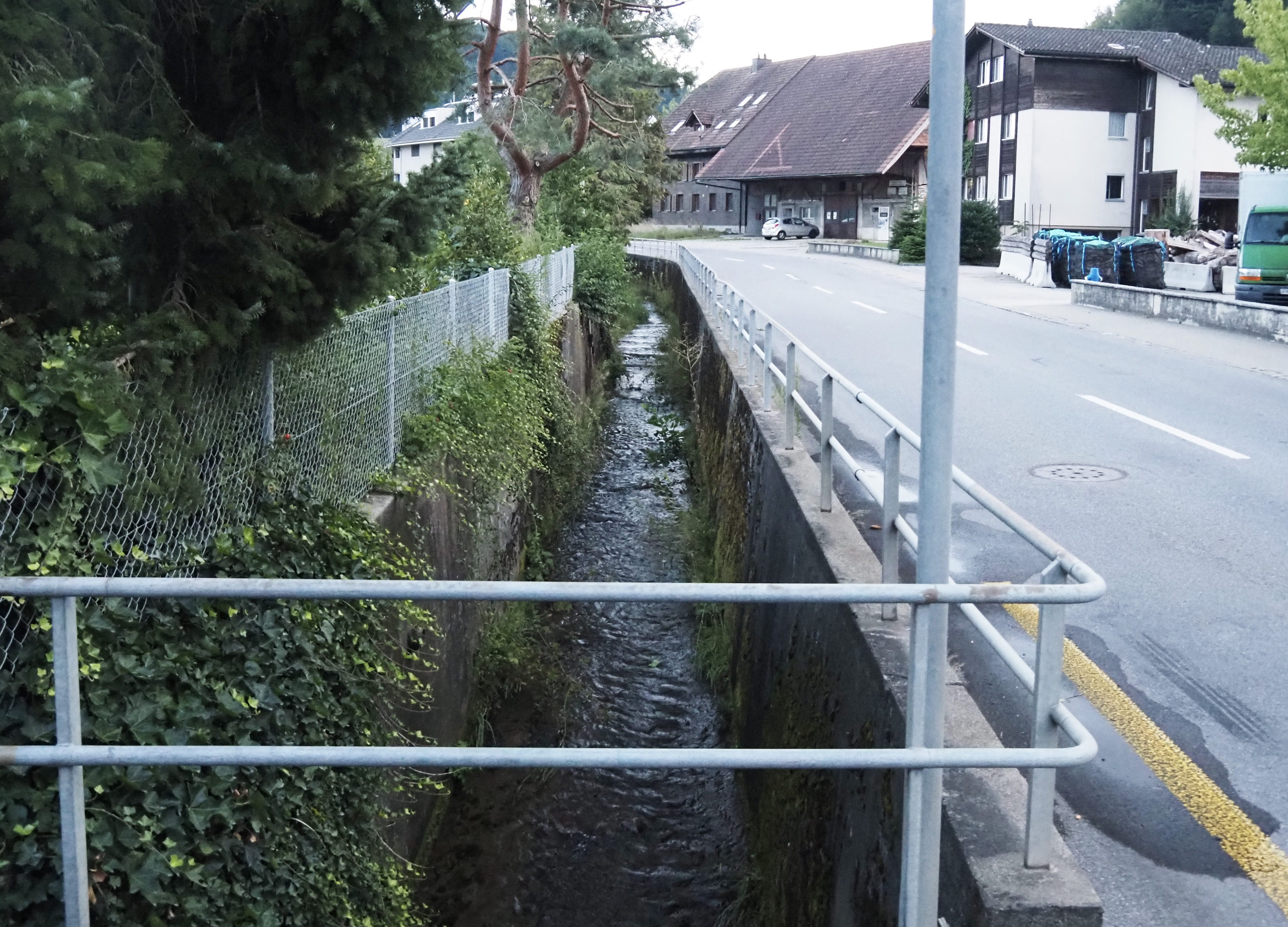
Huebbach in Langnau

Bei Langnau erreicht der Huebbach die weite Ebene im Wiggertal. Er fliesst gegen Nordwesten durch die Ortschaft und danach über die Müligassmatte, wo er seit der Melioration der ehemaligen Bewässerungslandschaft in den 1930er-Jahren in einem künstlichen Kanal liegt. Früher war das Weideland von einem vielfach verzweigten Bachnetz mit zahlreichen Wässergräben durchzogen. Westlich von Mehlsecken überquert der Bach bei der Grütmatte die Kantonsgrenze zum Aargau und nimmt von links den Groodkanal und den Mathisgraben auf. Am linken Ufer des Baches liegt im Areal der aargauischen Gemeinde Brittnau ein Naturschutzgebiet beim Haldengutweiher, das ein Amphibienlaichgebiet von nationaler Bedeutung ist. Der Huebbach unterquert an dieser Stelle die Autobahn A2 und mündet unmittelbar danach in die Wigger.

### Einzugsgebiet
Das 16,52 km² grosse Einzugsgebiet des Huebbachs liegt im Schweizer Mittelland und wird durch ihn über die Wigger, die Aare und den Rhein zur Nordsee entwässert.
Es besteht zu 37,8 % aus bestockter Fläche, zu 54,6 % aus Landwirtschaftsfläche, zu 7,3 % aus Siedlungsfläche und zu 0,3 % aus unproduktiven Flächen.
Die Flächenverteilung
Die mittlere Höhe des Einzugsgebietes beträgt 566,7 m ü. M.

### Zuflüsse
Von der Quelle zur Mündung. Namen nach den Geoportalen der Kantone. Daten nach Geoserver der Schweizer Bundesverwaltung (Hinweise)
- Stampfibach (links), 2,0 km, 1,28 km²
- Ränzligebach (links), 2,5 km, 2,23 km²
- Älpechbächli (links), 2,1 km, 1,21 km²
- Guggerbach (links), 0,9 km
- Altetalerbächli (links), 1,1 km
- Huebbach (GKZ LU1818770000) (rechts), 1,2 km, 0,61 km²
- Weiherbächli (links), 2,1 km, 1,08 km²
- Groodkanal (links), 2,4 km, 2,3 km²
- Mathisgraben (links), 0,7 km

## Hydrologie
An der Mündung des Huebbachs in die Wigger beträgt seine modellierte mittlere Abflussmenge (MQ) 330 l/s, und sein Abflussregimetyp ist pluvial inférieur.
Der  modellierte monatliche mittlere Abfluss (MQ) des Huebbachs in l/s